# Kathedrale von Porto

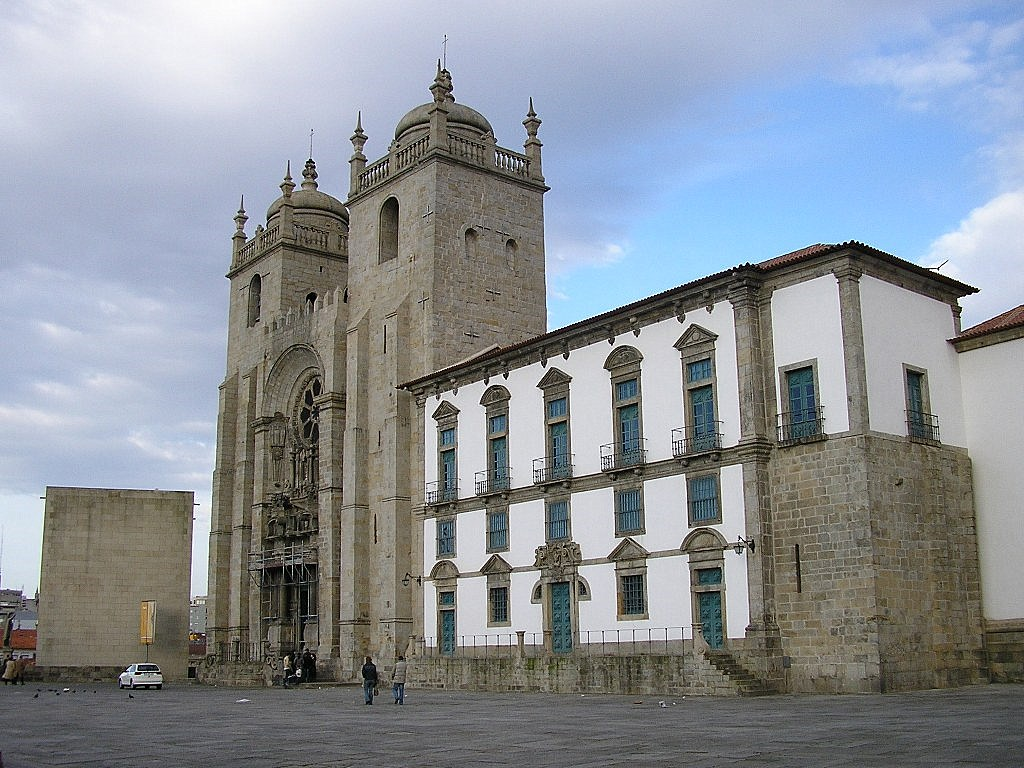
Hauptfassade der Kathedrale von Porto

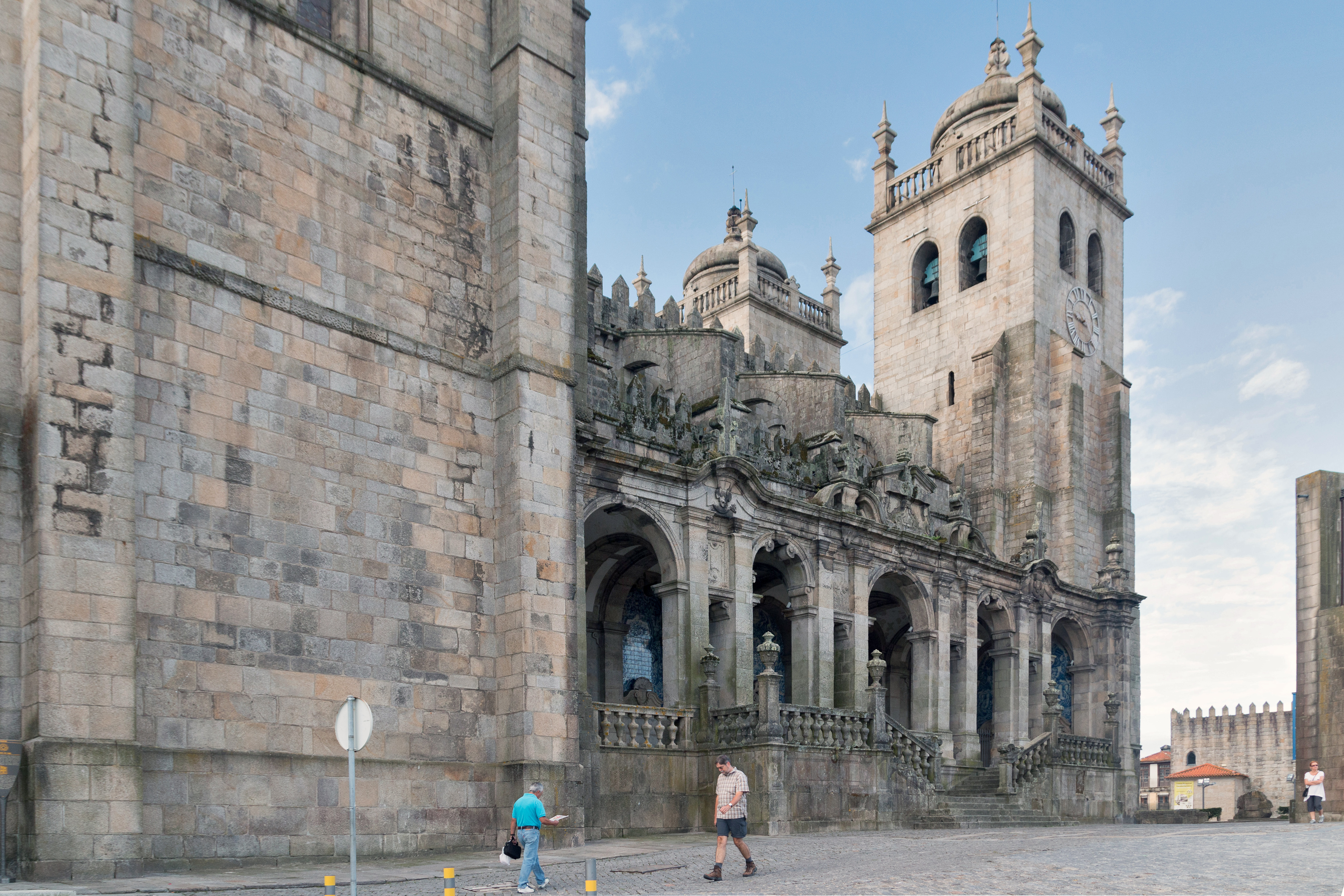
Nordfassade – Loggia

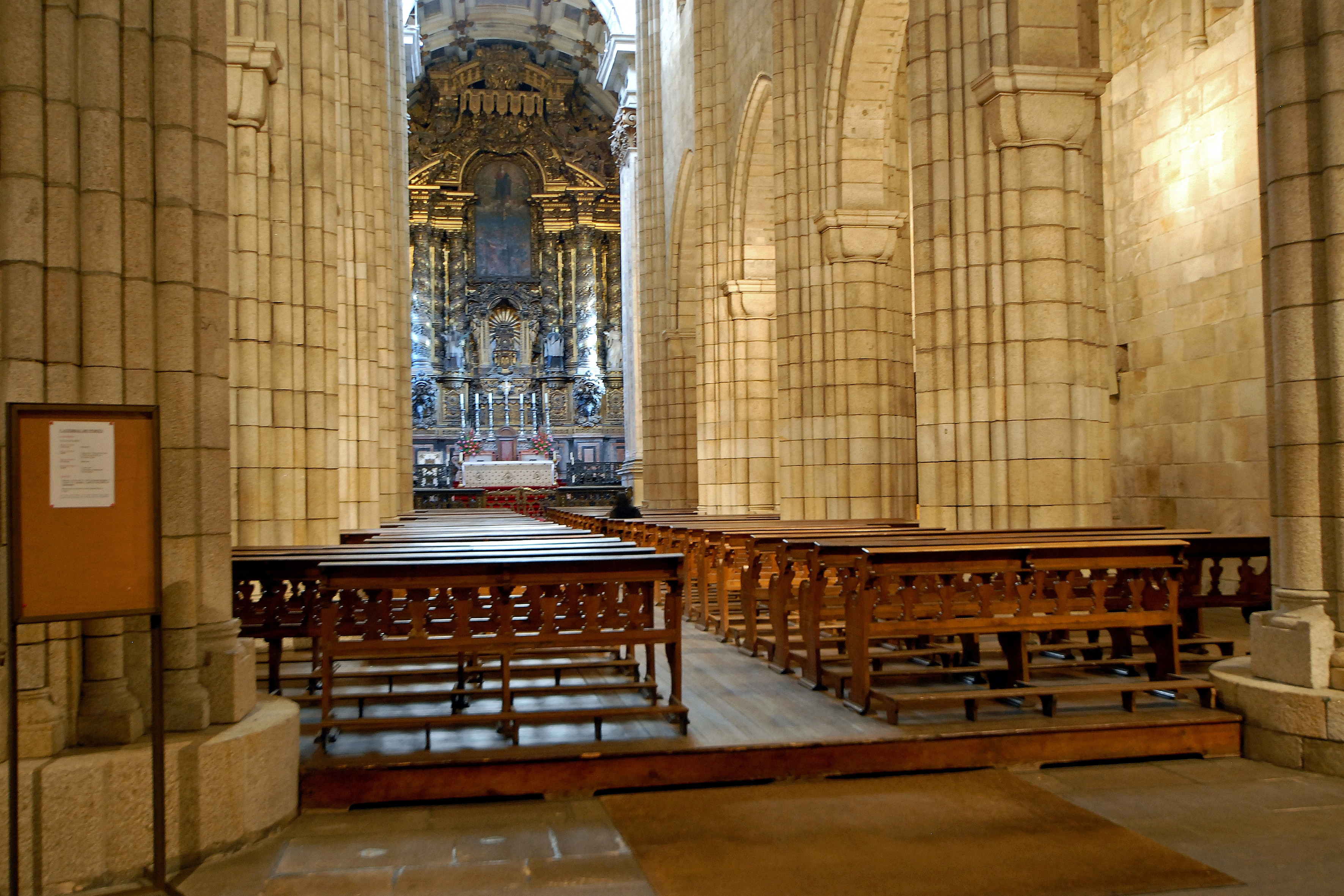
Blick auf den Altar

Die Kathedrale von Porto (port. Sé do Porto) ist die Hauptkirche der Stadt Porto und die Bischofskirche des Bistums Porto in Portugal. Sie liegt auf einem Hügel in der Altstadt, die seit 1996 als Weltkulturerbe der UNESCO eingetragen ist.

## Beschreibung
Der Bau wurde Anfang des 12. Jahrhunderts im romanischen Stil begonnen. Aus dieser Zeit sind die Doppelturmfassade mit Rosettenfenster und das Langhaus erhalten. Der gotische Kreuzgang wurde im 14. Jahrhundert errichtet. 1387 war die Kathedrale Schauplatz der Hochzeit von König Johann I. mit der englischen Prinzessin Philippa of Lancaster.
Das Äußere der Kathedrale wurde zur Zeit des Barock und Rokoko tiefgreifend umgestaltet. Der Chor wurde im 17. Jahrhundert durch einen Neubau ersetzt und im 18. Jahrhundert mit Retabel, Chorgestühl und Wandmalereien ausgestattet. An der Fassade wurden die Turmbekrönungen und das Portal verändert. Der Kreuzgang wurde mit blau-weißen Azulejos (Fliesen) dekoriert. Der italienische Architekt Nicolau Nasoni schuf im 18. Jahrhundert eine Loggia für die Nordfassade.

## Orgeln

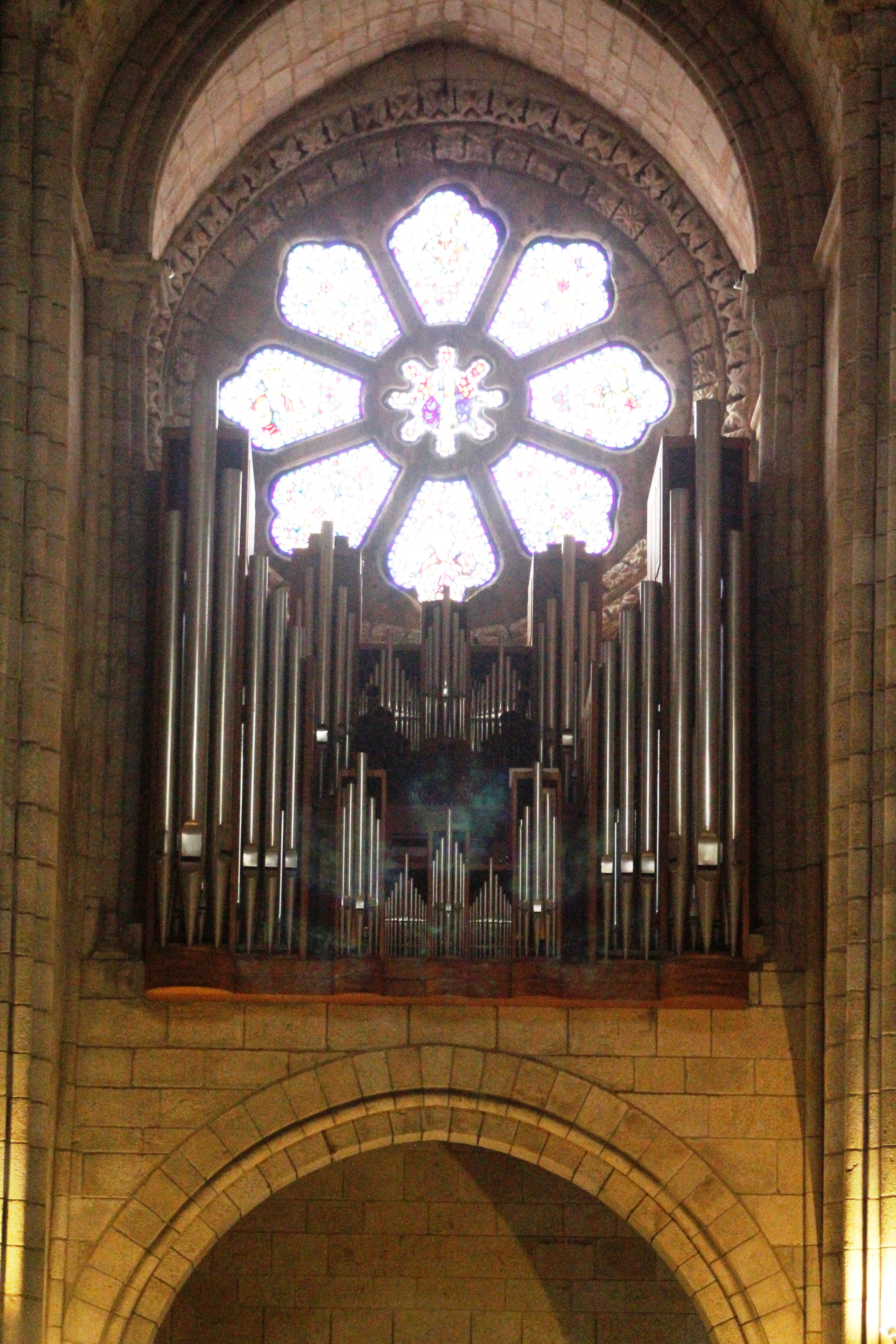
Blick auf die Jann-Orgel

Die rückwärtige jüngere Orgel wurde 1985 von dem Orgelbauer Georg Jann erbaut. Das Instrument hat 47 Register auf drei Manualen und Pedal.
| I Rückpositiv C–a3 |       |
| Rohrflöte          | 8′    |
| Quintade           | 8′    |
| Praestant          | 4′    |
| Blockflöte         | 4′    |
| Sesquialtera II    |       |
| Vorabzug           | 2 ⁄3′ |
| Traversflöte       | 2′    |
| Quinte             | 1 ⁄3′ |
| Scharff IV         |       |
| Trichterregal      | 16′   |
| Cromorne           | 8′    |
| Tremulant          |       |

| II Hauptwerk C–a3 |       |
| Bourdon           | 16′   |
| Praestant         | 8′    |
| Gamba             | 8′    |
| Oktave            | 4′    |
| Quinte            | 2 ⁄3′ |
| Superoktave       | 2′    |
| Kornett V         |       |
| Mixtur V          |       |
| Cymbel III        | 2⁄3′  |
| Orlos             | 16′   |
| Trompete          | 8′    |
| Trompeta Magna    | 8′    |
| Clairon           | 4′    |

| III Schwellwerk C–a3 |        |
| Gedackt              | 16′    |
| Hohlflöte            | 8′     |
| Salicional           | 8′     |
| Schwebung            | 8′     |
| Praestant            | 4′     |
| Flauto               | 4′     |
| Nazat                | 2 ⁄3′  |
| Nachthorn            | 2′     |
| Terz                 | 1 3⁄5′ |
| Forniture VI         |        |
| Vorabzug             | 1′     |
| Fagott               | 16′    |
| Oboé                 | 8′     |
| Tremulant            |        |

| Pedal C–f1 |         |
| Praestant  | 16′     |
| Subbass    | 16′     |
| Quinte     | 10 2⁄3′ |
| Oktavbass  | 8′      |
| Gemshorn   | 8′      |
| Hohlflöte  | 4′      |
| Mixtur VI  |         |
| Posaune    | 16′     |
| Trompete   | 8′      |
| Schalmey   | 4′      |

- Koppeln: I/II, III/I, III/II, I/P, II/P, III/P

Historische Doppelorgel

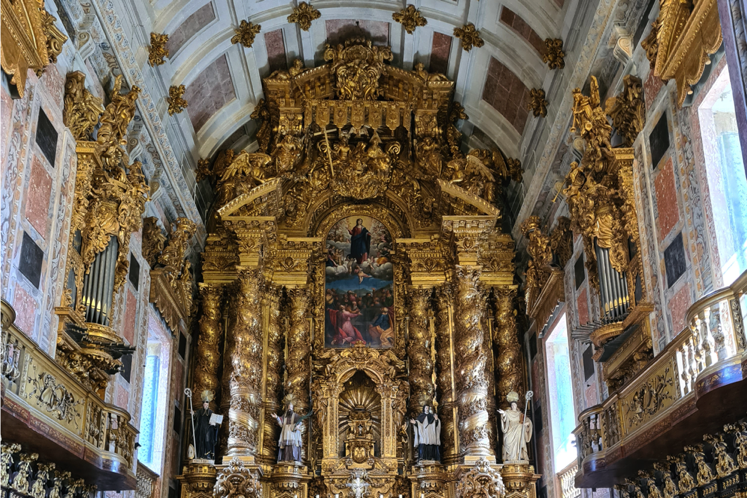
Porto Kathedrale, historische Doppelinstrumente

Im Chorraum hängt auf beiden Seiten jeweils ein historisches Instrument, die ebenfalls, beispielsweise zu Hochzeiten, genutzt werden.

Orgelattrappe in der Kapelle

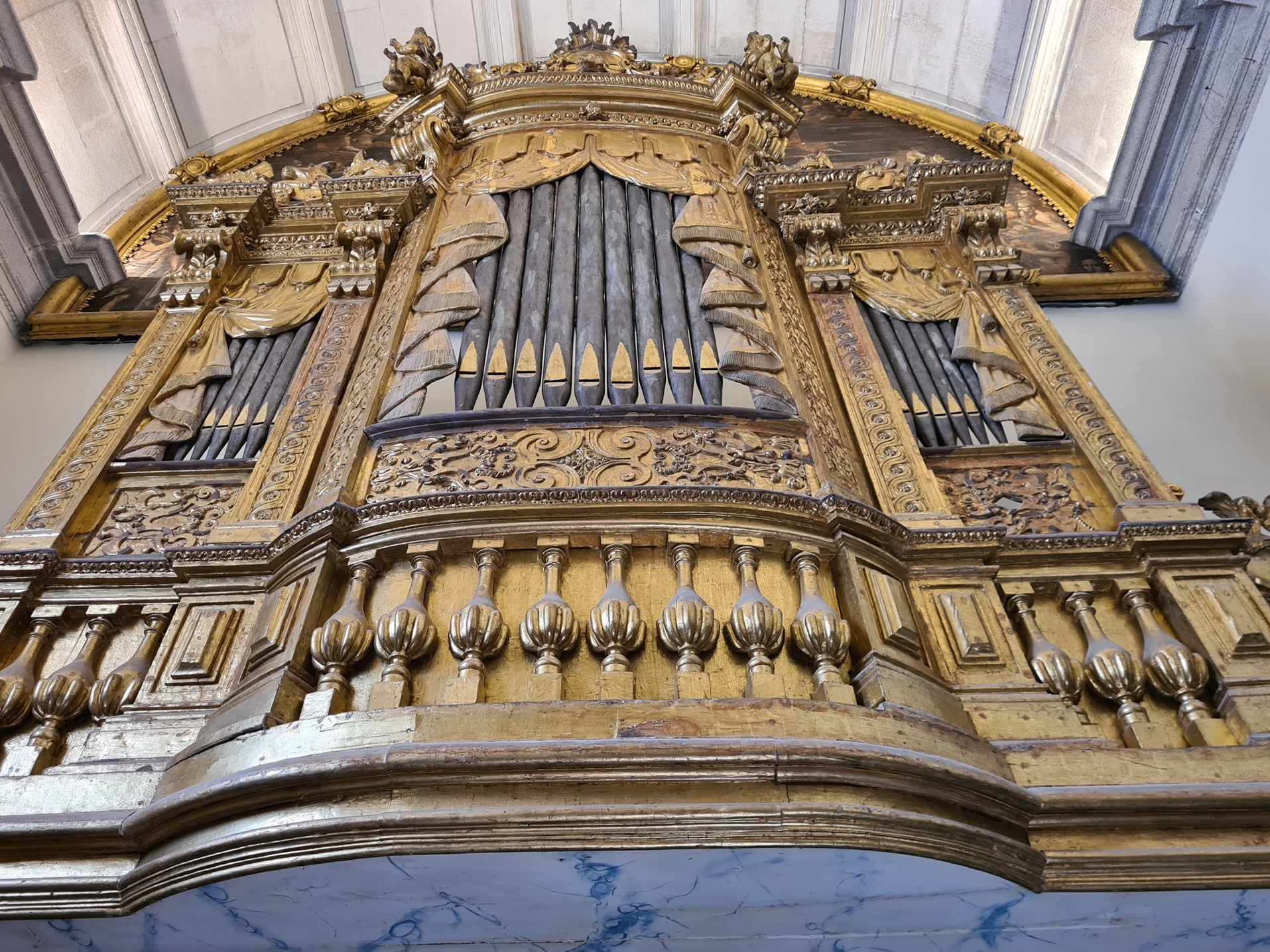
Porto Kapelle, vermutlich nur eine Attrappe

In einer vom Kreuzgang aus zugänglichen Kapelle hängt ein weiteres Instrument, das aber möglicherweise nur eine Attrappe darstellt.